# Campeonato Mundial de Triatlón de 2022
El XXXIV Campeonato Mundial de Triatlón es una serie de nueve competiciones donde la Gran Final se celebró en Abu Dabi (Emiratos Árabes Unidos) del 25 al 26 de noviembre de 2022. Fue realizado bajo la organización de la Unión Internacional de Triatlón (ITU).

## Etapas
| Fecha                         | Lugar                | Tipo      |
| ----------------------------- | -------------------- | --------- |
| 18 – 19 de septiembre de 2021 | Hamburgo ( Alemania) | Esprint   |
| 16 – 17 de octubre            | Bermudas             | Cancelado |
| 5 – 6 de noviembre            | Abu Dabi ( EAU)      | Estándar  |
| 14 – 15 de mayo               | Yokohama ( Japón)    | Estándar  |
| 11 – 12 de junio              | Leeds ( Reino Unido) | Estándar  |
| 25 – 26 de junio              | Montreal ( Canadá)   | Esprint   |
| 9 – 10 de julio               | Hamburgo ( Alemania) | Estándar  |
| 7 – 8 de octubre              | Cagliari ( Italia)   | Estándar  |
| 5 – 6 de noviembre            | Bermudas             | Estándar  |
| 25 – 26 de noviembre          | Abu Dabi ( EAU)      | Final     |

## Resultados

### Medallistas
| Evento    | Oro                               | Plata                                         | Bronce                                   |
| --------- | --------------------------------- | --------------------------------------------- | ---------------------------------------- |
| Masculino | Léo Bergère Francia 4741,89 pts.  | Alex Yee Reino Unido 4721,41 pts.             | Hayden Wilde Nueva Zelanda 4696,48 pts.  |
| Femenino  | Flora Duffy Bermudas 5105,63 pts. | Georgia Taylor-Brown Reino Unido 5081,25 pts. | Taylor Knibb Estados Unidos 4179,23 pts. |

### Masculino
| Evento   | Oro                        | Plata                          | Bronce                            |
| -------- | -------------------------- | ------------------------------ | --------------------------------- |
| Hamburgo | Tim Hellwig · Alemania     | Paul Georgenthum Francia       | Léo Bergère Francia               |
| Abu Dabi | Jelle Geens · Bélgica      | Vincent Luis Francia           | Bence Bicsák · Hungría            |
| Yokohama | Alex Yee Reino Unido       | Hayden Wilde Nueva Zelanda     | Léo Bergère Francia               |
| Leeds    | Hayden Wilde Nueva Zelanda | Léo Bergère Francia            | Lasse Lührs · Alemania            |
| Montreal | Alex Yee Reino Unido       | Hayden Wilde Nueva Zelanda     | Léo Bergère Francia               |
| Hamburgo | Hayden Wilde Nueva Zelanda | Matthew Hauser Australia       | Yauad Abdelmula Marruecos         |
| Cagliari | Alex Yee Reino Unido       | Jonathan Brownlee Reino Unido  | Manoel Messias · Brasil           |
| Bermuda  | Vincent Luis Francia       | Antonio Serrat Seoane · España | Roberto Sánchez Mantecón · España |
| Abu Dabi | Léo Bergère Francia        | Morgan Pearson Estados Unidos  | Jelle Geens · Bélgica             |

### Femenino
| Evento   | Oro                              | Plata                             | Bronce                          |
| -------- | -------------------------------- | --------------------------------- | ------------------------------- |
| Hamburgo | Laura Lindemann · Alemania       | Nicole van der Kaay Nueva Zelanda | Summer Rappaport Estados Unidos |
| Abu Dabi | Flora Duffy Bermudas             | Georgia Taylor-Brown Reino Unido  | Sophie Coldwell Reino Unido     |
| Yokohama | Georgia Taylor-Brown Reino Unido | Léonie Périault Francia           | Flora Duffy Bermudas            |
| Leeds    | Cassandre Beaugrand Francia      | Georgia Taylor-Brown Reino Unido  | Sophie Coldwell Reino Unido     |
| Montreal | Georgia Taylor-Brown Reino Unido | Cassandre Beaugrand Francia       | Elizabeth Potter Reino Unido    |
| Hamburgo | Flora Duffy Bermudas             | Elizabeth Potter Reino Unido      | Lisa Tertsch · Alemania         |
| Cagliari | Georgia Taylor-Brown Reino Unido | Emma Lombardi Francia             | Taylor Knibb Estados Unidos     |
| Bermuda  | Flora Duffy Bermudas             | Taylor Knibb Estados Unidos       | Elizabeth Potter Reino Unido    |
| Abu Dabi | Flora Duffy Bermudas             | Georgia Taylor-Brown Reino Unido  | Lena Meißner · Alemania         |

## Medallero
| Núm. | País           | Oro | Plata | Bronce | Total |
| ---- | -------------- | --- | ----- | ------ | ----- |
| 1    | Bermudas       | 1   | 0     | 0      | 1     |
| 1    | Francia        | 1   | 0     | 0      | 1     |
| 3    | Reino Unido    | 0   | 2     | 0      | 2     |
| 4    | Estados Unidos | 0   | 0     | 1      | 1     |
| 4    | Nueva Zelanda  | 0   | 0     | 1      | 1     |
|      | TOTAL          | 2   | 2     | 2      | 6     |